# Vera Bazárova
Vera Yevguénievna Bazárova –en ruso, Vera Yevgenyevna Bazarova– (Ekaterimburgo, 28 de enero de 1993) es una deportista rusa que compitió en patinaje artístico, en la modalidad de parejas.
Ganó tres medallas en el Campeonato Europeo de Patinaje Artístico sobre Hielo entre los años 2011 y 2014.
Participó en dos Juegos Olímpicos de Invierno, en los años 2010 y 2014, ocupando el sexto lugar en Sochi 2014, en la prueba de parejas.

## Palmarés internacional
| Campeonato Europeo | Campeonato Europeo      | Campeonato Europeo | Campeonato Europeo |
| Año                | Lugar                   | Medalla            | Categoría          |
| ------------------ | ----------------------- | ------------------ | ------------------ |
| 2011               | Berna (Suiza)           | Medalla de bronce  | Parejas            |
| 2012               | Sheffield (Reino Unido) | Medalla de plata   | Parejas            |
| 2014               | Budapest (Hungría)      | Medalla de bronce  | Parejas            |